# Xã Valley Center, Quận Pawnee, Kansas
Xã Valley Center (tiếng Anh: Valley Center Township) là một xã thuộc quận Pawnee, tiểu bang Kansas, Hoa Kỳ. Năm 2010, dân số của xã này là 46 người.